# NGC 7320A
NGC 7320A је лентикуларна галаксија у сазвежђу Пегаз која се налази на NGC листи објеката дубоког неба.
Деклинација објекта је + 33° 47' 46" а ректасцензија 22h 36m 32,2s. Привидна величина (магнитуда) објекта NGC 7320 износи 15,0 а фотографска магнитуда 16,0.